# Никольское (Арзамасский район)
Нико́льское — село в Арзамасском районе Нижегородской области. Входит в Балахонихинский сельсовет. Расположено по обе стороны реки Коваксы

## Население
| 1999 | 2002 | 2009 | 2010 |
| ---- | ---- | ---- | ---- |
| 568  | ↘489 | ↘480 | ↘383 |

## Известные уроженцы
Чижков, Николай Иванович (1925—1947) — полный кавалер ордена Славы.

## Улицы
| № | Улица          |
| - | -------------- |
| 1 | Молодёжная ул  |
| 2 | Центральная ул |
| 3 | Заречная ул    |